# Radical 165
El radical 165, representado por el carácter Han 釆, es uno de los 214 radicales del diccionario de Kangxi. En mandarín estándar es llamado 釆部, (biàn bù); en japonés es llamado 釆部, はんぶ (hanbu), y en coreano 변 (yu). En los textos occidentales es conocido como radical «distinguir».
El radical 165 aparece casi siempre en el lado izquierdo de los caracteres que clasifica (por ejemplo, en 釈).

## Nombres populares
- Mandarín estándar: 釆, biàn.
- Coreano: 분별할변부, bunbyeolhal byeon bu, ‘radical byeon-distinguir’.
- Japonés:　ノ米（のごめ）, nogome, ‘carácter no de katakana-arroz’ (porque se escribe poniendo el carácter ノ, no, sobre el carácter «arroz», 米).
- En occidente: radical «distinguir».

## Galería
| Estilos antiguos                                 | Estilos antiguos                  | Estilos antiguos                        | Estilos antiguos                   | Estilos antiguos                   | Estilos empleados actualmente       | Estilos empleados actualmente  | Estilos empleados actualmente    | Estilos empleados actualmente   | Estilos empleados actualmente  |
|                                                  |                                   |                                         |                                    |                                    |                                     | 釆                             | 釆                               |                                 |                                |
| 甲骨文 jiǎgǔwén (escritura de huesos oraculares) | 金文 jīnwén (escritura de bronce) | 简帛 jiǎnbó (escritura de bambú y seda) | 篆文 zhuànwén (escritura de sello) | 篆文 zhuànwén (escritura de sello) | 隸書 lìshū (estilo de los escribas) | 楷書 kǎishū (estilo regular)   | 楷書 kǎishū (estilo regular)     | 行書 xǐngshū (estilo corriente) | 草書 cǎoshū (estilo de hierba) |
| 甲骨文 jiǎgǔwén (escritura de huesos oraculares) | 金文 jīnwén (escritura de bronce) | 简帛 jiǎnbó (escritura de bambú y seda) | 大篆 dàzhuàn (sello grande)        | 小篆 xiǎozhuàn (sello pequeño)     | 隸書 lìshū (estilo de los escribas) | 繁體／繁体 fántǐ (tradicional) | 简体／簡體 jiǎntǐ (simplificado) | 行書 xǐngshū (estilo corriente) | 草書 cǎoshū (estilo de hierba) |

## Caracteres con el radical 165

| trazos | carácter |
| ------ | -------- |
| + 0    | 釆       |
| + 1    | 采       |
| + 4    | 釈       |
| + 5    | 釉 释    |
| + 13   | 釋       |